# 基因混合
基因混合是指原本處於生殖隔离狀態的种群、不同物種或同一物種內部地理距離相隔很遠的种群之間互相交配後，它們的後代會含有這些不同种群或物種的基因。